# USS Gilmer (DD-233)
Za druga plovila z istim imenom glejte USS Gilmer.
USS Gilmer (DD-233) je bil rušilec razreda Clemson v sestavi Vojne mornarice Združenih držav Amerike.
Rušilec je bil poimenovan po Thomasu Walkerju Gilmerju.